# Pârâul Cuților, Roșia
Pârâul Cuților este un curs de apă, afluent al râului Roșia. Râul se formează la confluența brațelor Valea Pietrei Negre și Valea Pietrei Albe

## Hărți
- Harta munții Pădurea Craiului  Arhivat în 16 ianuarie 2010, la Wayback Machine.
- Harta interactivă Munții Pădurea Craiului
- Harta munții Apuseni